# اسیدپاشی‌های زنجیره‌ای در اصفهان

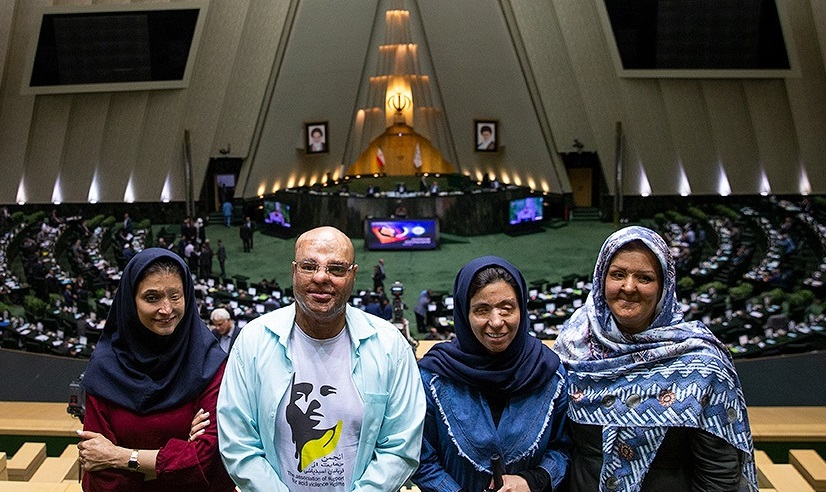
تعدادی از قربانیان حادثه در صحن علنی مجلس ایران برای اعتراض به عدم تصویب قانون مبارزه با اسیدپاشی

اسیدپاشی‌های زنجیره‌ای در اصفهان مربوط به جنایت اسیدپاشی‌های پیاپی به ناحیهٔ صورت زنان بدون چادر در شهر اصفهان است که در مهرماه ۱۳۹۳ خورشیدی به وقوع پیوست.
در جریان این اسیدپاشی‌ها، حداقل چهار دختر یا زن جوان مورد حمله قرار گرفته‌اند که منجر به مرگ یکی از آن‌ها گردید. برخی گزارش‌ها شمار قربانیان اسیدپاشی در اصفهان را تا ۱۵ نفر اعلام کرده‌اند. خبرهای اسیدپاشی در اصفهان، امنیت مردم شهر را مختل کرد، زنان و دختران شهر کمتر در معابر عمومی پدیدار می‌شدند. خبر این حوادث نخستین بار به صورت رسمی از خبرگزاری ایسنا منتشر گردید. این اولین بار نیست که اسیدپاشی در ایران رخ می‌دهد و این اتفاق پیش از این نیز بارها تکرار شده است اما نکته‌ای که این بار مردم را به شدت پریشان کرد وجه تروریستی این حادثه بود.
روز پنج‌شنبه ۸ آبان ۱۳۹۹ نگار مسعودی، عکاس و مستندساز قربانیان اسیدپاشی که عکس‌هایی از مرضیه ابراهیمی یکی از قربانیان در اصفهان گرفته بود، توسط نیروهای امنیتی در تهران بازداشت و به مکان نامعلومی منتقل شد.

## پیش زمینه
یک شهروند اصفهانی گفت که مدت‌ها قبل از شروع اسیدپاشی، به مدت ۲ هفته به موبایل‌های شهروندان اصفهانی، پیامکی با مضمون «روی صورت بدحجابان اسید پاشیده می‌شود» ارسال شده بود؛ و آن‌ها ابتدا مایعی غیر اسیدی (ترکیبی از مواد شوینده نظیر وایتکس) به صورت زنان و دختران می‌پاشیدند که اثر سوزش آن به اندازه اسید نبود و جراحاتی سطحی بر جای می‌گذاشت.

## نحوه وقوع حوادث
پدر سهیلا جورکش یکی از قربانیان اسیدپاشی‌های اصفهان گفته دو نفر که روی یک موتور سوار بوده و در زمان معینی اقدام به اسیدپاشی می‌کرده‌اند از سوی یک خودروی پیکان حمایت می‌شده‌اند. همچنین او اعلام کرده پلیس از آن‌ها خواسته بود خبر اسیدپاشی بر صورت دخترش را در اختیار رسانه‌ها قرار ندهند.
سهیلا یکی از قربانیان اسیدپاشی است که در خیابان بزرگمهر اصفهان هدف حمله اسیدپاشان قرارگرفته است. هنگامی که موبایلش زنگ می‌زند کنار خیابان پارک می‌کند تا جواب تلفن را بدهد او کمی شیشه پنجره را پائین کشیده بود که ناگهان صدای یک موتور را کنار ماشین می‌شنود و ناگهان احساس می‌کند چشمان و صورتش به شدت می‌سوزد. او از ماشین پیاده شده و لباس‌هایش را درمی‌آورد و روی آسفالت خیابان از درد به خود می‌پیچد و از مردم کمک می‌خواهد. او چشم چپ خود را کاملاً ازدست داده و چشم راستش اگر درمان شود تنها ۲۰ درصد بینائی خواهد داشت.
ندا نیز زمانی که در حال رانندگی بوده هنگامی که صدای زنگ موبایلش را می‌شنود آرام در گوشه‌ای پارک می‌کند تا با مادرش صحبت کند. او به علت گرمای هوا کمی شیشه کنار راننده را پائین کشیده بود که ناگهان مادرش از آن سوی خط تنها فریاد سوختم! سوختم! دخترش را می‌شنود. او قرنیه چشم راستش را کاملاً از دست داده و یک قسمت از سرش سوراخ شده است.
مرضیه ابراهیمی در حال پارک ماشینش در خیابان مهرداد اصفهان بوده و شیشه سمت خود را کمی پائین کشیده بود که ناگهان احساس می‌کند سمت چپ صورتش آتش گرفته است. او متأهل است و خانواده‌اش تأکید می‌کنند که هیچ‌گونه دشمنی یا خصومتی با کسی نداشته است. او تنها صدای یک موتورسیکلت را در آن هنگام بخاطر دارد.
وکالت مرضیه را وکیل دادگستری حسنعلی رضائی به‌طور رایگان بر عهده گرفت و از خانواده وی خواسته شده به هیچ عنوان با رسانه‌ها مصاحبه نکنند.

## عوامل و متهمان احتمالی
تا کنون مشخص نیست چه کسانی و با چه انگیزه‌ای دست به چنین اقداماتی زده‌اند. ولی منابع خبری در مورد برخی از احتمالات صحبت کرده‌اند.

### جریانهای حزب‌اللهی
برخی این حوادث را به جریان‌های حزب‌اللهی (گروه انصار حزب‌الله) برای مقابله با زنان بدحجاب نسبت دادند و بسیاری از منابع خبری از این اسیدپاشی به عنوان بخشی از طرح صیانت از حجاب و عفاف در جمهوری اسلامی ایران نام برده‌اند، هم‌زمان بودن اسیدپاشی‌ها و تشدید نامتعارف هشدارهای سخنرانان و فعالان خیابانی محافظه‌کار در زمینه «برخورد با بدحجابان» (از برخی ائمه جمعه گرفته تا گروه انصار حزب‌الله) معنی‌دار تلقی شده است.
رسانه‌های مختلف ایرانی از احتمال ارتباط این اسیدپاشی‌ها با مسئله پوشش زنان و تلاش گروه‌های تندرو برای محدودیت آن‌ها صحبت کرده‌اند. دو روحانی بلندپایه استان اصفهان پس از هفته‌ها سکوت به‌طور تلویحی تأیید کرده‌اند که اسیدپاشی‌های اخیر شهر اصفهان مرتبط با امر به معروف و نهی از منکر بوده است.
یکی از مسافران تهران-اصفهان، می‌گوید که با راننده تاکسی حرف زده است که شخصاً شاهد یک مورد از اسیدپاشی‌ها بوده و حتی موفق شده شماره پلاک یکی از موتورها را یادداشت کند و با پلیس ۱۱۰ تماس بگیرد لیکن هیچ ترتیب اثری به تماس او داده نشده است و زمانی که او موضوع پلاک موتور را با یکی از مأموران پلیس راهنمائی و رانندگی اصفهان در میان گذاشته مأمور به وی گفته این نوع پلاک‌ها متعلق به یکی از نهادها و ارگان‌های دولتی است و بهتر است بیش از این موضوع را پیگیری نکند.

### توطئه عواملِ بیگانه
برخی از مقامات جمهوری اسلامی آن را توطئهٔ دستگاه‌های اطلاعاتی اسرائیل می‌دانند.
برخی اظهار نظرهای مسئولان دولتی مبنی بر این است که چون اسیدپاشی‌ها در اصفهان هم‌زمان با بررسی طرح «حمایت از آمرین به معروف و ناهیان از منکر» در مجلس صورت گرفته، به نظر می‌رسد عاملان این کار یا با حمایت مستقیم از سرویس‌های جاسوسی بیگانگان حرکت می‌کند یا جاهلانه در زمین دشمن بازی می‌کنند.
به عنوان مثال حیدر مصلحی، وزیر پیشین اطلاعات ایران عقیده دارد: عده‌ای از اسیدپاشی اصفهان، فضای سنگین رسانه‌ای را راه‌اندازی کردند که به‌طور دقیق طراحی شده بود و پشت‌صحنه آن هم سرویس‌های جاسوسی هستند. بنده اطمینان دارم سازمان اطلاعات مخفی بریتانیا (ام‌آی۶) پشت این موضوع است.

### دشمنان شخصیِ قربانیان
برخی از مقامات کشور ایران جنایت اسیدپاشی در اصفهان را موضوعی شخصی دانسته‌اند ولی قربانیان داشتن دشمنان شخصی را رد کرده‌اند. مأموران پلیس هیچ تحقیقی در خصوص خصومت شخصی آشنایان قربانیان نداشته و در برابر معرفی افراد مظنون از سوی خانواده‌ها تمایلی نشان نداده‌اند، و برخی معتقدند که این مشخص می‌کند که مأموران به «سرنخ‌هایی از یک گروه خاص» رسیده‌اند و مطمئن هستند اسیدپاشی‌ها سریالی بوده و عاملان آن به‌طور اتفاقی طعمه‌هایشان را شناسایی می‌کرده‌اند.

## احتمالِ ارتباط با طرح حمایت از امر به معروف و نهی از منکر
وجه مشترک بیشتر قربانیان نداشتن پوشش چادر، ماشین سواری کردن و حضور در محدوده خیابان مهرداد و دروازه شیراز بوده است.
این اسیدپاشی‌ها از نظر زمانی مقارن با بررسی طرح حمایت از آمران به معروف و ناهیان از منکر در مجلس اتفاق افتادند و یکی از نمایندگان مجلس در مخالفت با قسمت‌هایی از طرح به اسیدپاشی‌های اصفهان استناد کرد.
برخی از مسئولان دولتی تلاش داشته‌اند که این جنایات را «عملی زشت» بخوانند که بدون ارتباط با موضوع «امر به معروف و نهی از منکر» صورت گرفته است. اگرچه خبرهای ضد و نقیضی در مورد شناسایی و بازداشت عامل یا عاملان این جنایت گزارش شده، اما گفته می‌شود که انگیزه عامل یا عاملان اسیدپاشی برای مسئولان روشن است.
کلیات طرح حمایت از آمران به معروف و ناهیان از منکر ۲۴ ماده‌ای در جلسه علنی ۱۶ تیرماه به تصویب رسیده بود. این طرح اختیارات افراد لباس شخصی و نیروهای بسیج برای «امر به معروف و نهی از منکر» شهروندان را افزایش می‌دهد و این در حالی است که به عقیده دولت، برخی از این اختیارات، معنای دخالت در حیطه مسئولیت پلیس را دارد.
در ۲۹ مهر نمایندگان مجلس ایران در جریان بررسی طرح حمایت از آمران به معروف و ناهیان از منکر به تصویب ماده‌ای پرداختند که بر مبنای آن «هیچ شخص یا گروهی حق ندارد به عنوان امر به معروف و نهی از منکر به اعمال مجرمانه از قبیل توهین، افترا، ضرب، جرح و قتل مبادرت کند».
نمایندگان با ۱۵۵ رأی موافق، ۱۳ رأی مخالف و ۳ رأی ممتنع این ماده را به تصویب رسانده‌اند که تأکید دارد متخلفان از مصوبه جدید، «طبق قانون مجازات اسلامی مجازات می‌شوند».
محمدرضا خباز، معاون تقنینی معاونت پارلمانی رئیس‌جمهور، در جریان بررسی موادی از "طرح حمایت از آمران به معروف و ناهیان از منکر" در مجلس به نمایندگان گفته بود: "شاهد بودید که اخیراً چه اتفاقی در اصفهان رخ داد؛ واداشتن دیگران به معروف یک کار اجرایی است و آیا احتمال نمی‌دهید که باعث درگیری و ایجاد مشکل در جامعه شود؟"

## اظهاراتِ امام جمعه موقت اصفهان پیش و پس از حوادث
چندی پیش از وقوع این حوادث، سید یوسف طباطبایی‌نژاد -امام جمعه اصفهان- در خطبه‌های نماز جمعه اعلام نموده بود:
مسئلهٔ حجاب دیگر از حد تذکر گذشته است و، برای مقابله با بدحجابی، باید چوب تر را بالا برد و از نیروی قهریه استفاده کرد.
محمدتقی رهبر -امام جمعه دیگر (موقت) اصفهان- پس از حادثه اسیدپاشی گفت که نگفته تذکر باید از حالت لسانی فراتر برود.
عده‌ای از باندی بودن این اسیدپاشی خبر دادند و عده دیگر این شیوه را تذکر به بدحجابی دانسته‌اند که با پاشیدن اسید روی صورت زنان اصفهانی، در صددِ تذکر به آن‌ها در خصوص بدحجابی‌شان بوده‌اند.

## موردهای مشابه پیشین
برخی از ائمه جمعه و گروه انصار حزب‌الله در ماه‌ها و هفته‌های پیش از حادثه، حجم نامتعارفی از نفرت پراکنی را علیه گروه‌هایی از زنان انجام دادند. معرفی زن‌های کم حجاب به عنوان منحرفان اخلاقی، عوامل اصلی مشکلات اجتماعی یا حتی کسانی که به‌طور سازمان‌یافته به اجرای پروژه‌های پیچیده دشمنان خارجی برای مقابله با جمهوری اسلامی می‌پردازند، بخشی از این فرایند بوده است.
این نفرت پراکنی‌ها، که بسیاری از آن‌ها از طریق تریبون‌های رسمی چون نماز جمعه یا نشریات کثیرالانتشار صورت گرفت، علی‌رغم تجربیاتی بوده که از تأثیر احتمالی زمینه‌های تبلیغی بر قدامات عملی حکایت دارند. تجربیاتی مانند «قتل‌های محفلی کرمان» در سال‌های ۱۳۸۰ و ۱۳۸۱ که در جریان آن، عده‌ای از شهروندان متهم به نقض قواعد مذهبی به قتل رسیدند. دفاع قاتلانی که در پی خبرساز شدن این جنایات دستگیر شدند این بود که اقدامات خود را، تحت تأثیر یک سخنرانی مذهبی (آیت الله مصباح یزدی) انجام داده‌اند که مطابق آن، اگر نهی از منکر لسانی و معرفی افراد خطاکار به دستگاه‌های مسئول فایده‌ای در توقف اقداماتشان نداشته باشد، کشتن آنان ممکن است. همچنین قتل‌های زنجیره‌ای دهه شصت خورشیدی که به خصومت‌های «شخصی» یا سرویس‌های اطلاعاتی بیگانه نسبت داده شده بود.

## اقدامات حکومتی
پس از ماجرای اسیدپاشی، از سوی مقامات و دستگاه‌های جمهوری اسلامی به صورت فهرست‌وار اقدامات زیر صورت پذیرفت:
- تکذیب ارتباط ماجرای اسیدپاشی با امر به معروف و نهی از منکر[۳۱]
- ضرب و شتم و دستگیری عده‌ای از معترضان به اسیدپاشی در اصفهان و تهران[۳۲][۳۳]
- دستگیری عده‌ای از خبرنگاران و عکاسان و کنشگران مدنی[۳۴]
- تهدید و برخورد با کسانی که اسیدپاشی را مرتبط با «امر به معروف» عنوان کنند.[۳۵][۳۶]
- تصویب مفاد باقی‌مانده از طرح حمایت از آمران به معروف و ناهیان از منکر توسط نمایندگان مجلس شورای اسلامی[۲۵][۲۶]
- متهم کردن اسراییل و انگلیس در دست داشتن در ماجرای اسیدپاشی[۱۷][۲۰]
- محکوم کردن اسیدپاشی توسط مقامات دولتی[۳۷]
- معاینه و پیگیری درمان آسیب‌دیدگان اسیدپاشی به وسیله وزیر بهداشت[۳۸][۳۹]
- دستگیری بهروز ملبوس‌باف، مستندساز، و پوشاندن لباس زنانه بر تن وی در بازداشتگاه و انتشار عکس‌های آن و معرفی وی به عنوان متهم اسیدپاشی و اعلام بیماری پوستیِ او به عنوان سندِ جرم![۴۰]
- انتشار عکس علی جلالی، عضو هیئت مدیره انجمن استاندارد ایران، به عنوان متهم اسیدپاشی[۴۱][۴۲]

## معاینه قربانیان توسط وزیر بهداشت
سیدحسن قاضی زاده هاشمی، وزیر بهداشت و درمان، سهیلا جورکش از قربانیان حادثه را در درمانگاه شهید شوریده اصفهان معاینه کرد، سپس وی برای عمل‌های اولیه چشم توسط قاضی زاده هاشمی به بیمارستان فارابی منتقل شد و پس از آن نیز در بیمارستان سوختگی چمران بستری شد.

## واکنش‌ها

### واکنش‌های شخصیت‌های سرشناس غیر سیاسی
- محمد نوری‌زاد، مستندساز و خبرنگار منتقد حکومت، ضمن شرکت در تظاهرات اعتراضی در تهران، در مراسم دومین سالگرد کشته‌شدن ستار بهشتی، ضمن انتقاد شدید از سکوت سید علی خامنه‌ای، رهبر وقت جمهوری اسلامی ایران در برابر حادثه اسیدپاشی، نهادهای امنیتی را مسئول اصلی این اسیدپاشی‌ها دانست و احتمال مجازات عامل(ان) آن را ناچیز بیان کرد.[۴۳][۴۴]
- صادق زیباکلام، در یک سخنرانی در دانشگاه سمنان، این اقدام را به افراط‌گرایان مذهبی نسبت داد و آن را با حادثه قتل‌های زنجیره‌ای مشابه دانست.[۴۵]
- نسرین ستوده، در تجمع اعتراضی در تهران مقابل مجلس شورای اسلامی مشارکت نمود و پس از آن برای چند ساعت بازداشت گردید.[۴۶]
- الهام چرخنده، در یک سخنرانی در دانشگاه آزاد اسلامی واحد ارومیه، با بیان اینکه اسیدپاشی نمی‌تواند کار یک فرد یا گروه مذهبی باشد، آن را با مسئله امر به معروف و نهی از منکر بی‌ارتباط دانست. او همچنین مدعی شد که یکی از قربانیان اسیدپاشی چادری بوده است.[۴۷]
- ماهایا پطروسیان، حادثه اسیدپاشی را ضد بشریت خواند و آن را بی‌ارتباط با مسئله امر به معروف و نهی از منکر دانست.[۴۸]

### واکنش‌های شخصیت‌های سیاسی
- معاون سیاسی امنیتی استاندار اصفهان، رسول یاحی: «اقدامات امنیتی که برای مقابله و دستگیری عاملان این جنایت انجام شده است قابل رسانه‌ای شدن نیست، اما شهروندان استان اصفهان بدانند که مسئولان استانی همه توان و انرژی خود را برای رسیدن به نتیجه نهایی به کار گرفته‌اند.»[۴۹]
- امام جمعه اصفهان: «یک زن با بدترین وضع به خیابان بیاید باز هم مجازاتش این نیست.»[۵۰]
- سردار اشتری، جانشین فرمانده نیروی انتظامی: «چهار فقره اسیدپاشی در اصفهان گزارش شده است که البته با تلاش پلیس شماری از متهمان دستگیر شده‌اند و تحقیقات ادامه دارد.»[۵۱]
- معاون رئیس‌جمهور در امور زنان و خانواده، شهیندخت مولاوردی: «لازم است تدابیری برای مقابله با خشونت علیه زنان اتخاذ شود و این تدابیر باید در حوزه بازدارندگی قانونی و حمایتی باشد.»[۵۱]
- معاون فرهنگی قوه قضاییه، آیت‌الله صادقی: «هیچ آمری برای امر به معروف و نهی از منکر از اسیدپاشی استفاده نمی‌کند. اسیدپاشی شرعاً حرام و قانوناً ممنوع است. اصحاب رسانه این موضوع را با امر به معروف و نهی از منکر پیوند نزنند؛ چرا که خود اسیدپاشی منکر است. این امر باید ریشه‌یابی شود؛ چرا که این‌گونه اسیدپاشی‌ها در حوزه اختلافات شخصی است و در حوزه امر به معروف و نهی از منکر نیست.»[۳۱]
- قائم‌مقام وزیر کشور در امور اجتماعی و فرهنگی، سیدمرتضی میرباقری: «در موضوع اسیدپاشی در استان اصفهان ۴ نفر دستگیر شدند و هم‌اکنون هیچ نگرانی در سطح استان وجود ندارد.»[۵۲]
- عضو کمیسیون حقوقی مجلس، محمدعلی اسفنانی: «بخشش اسیدپاشان به هیچ‌وجه به مصلحت جامعه نیست. در قانون ما آمده اگر حیثیت خصوصی جرم برداشته شد دادگاه می‌تواند مجازات را تخفیف دهد اما به اعتقاد من این از مواردی است که مصلحت نیست دادگاه تخفیف بدهد.»[۵۳]
- سامانتا پاور، نماینده ایالات متحده آمریکا در سازمان ملل متحد، اسیدپاشی‌های صورت گرفته در اصفهان را «حملات غیرانسانی» توصیف کرد. وی گفت: «آمریکا کاملاً این حملات غیرانسانی علیه زنان در ایران را، که گفته می‌شود به خاطر نداشتن حجاب بوده، محکوم می‌کند.» او از دولت ایران خواست مجرمان را شناسائی و محاکمه کند. نماینده آمریکا در سازمان ملل همچنین با اشاره به تظاهرات روز چهارشنبه ایرانیان معترض در تهران و اصفهان به اسیدپاشی‌ها، نوشت گزارش تظاهرات ۱۰۰۰ نفر از ایرانیان که خواستار اقدام مقامات در این باره شده‌اند، نمایش چشمگیر همبستگی با زنان ایران است.[۵۴]

#### واکنش حسن روحانی
حسن روحانی، رئیس‌جمهوری ایران، خواهان تسریع در پیگیری عاملان این اتفاق‌ها شد. او از سه وزارت‌خانه کشور، اطلاعات و دادگستری خواست تا برای یافتن عاملان سریعاً اقدام کنند.

### اعتراضات مردمی
در ۳۰ مهر ۹۳ تجمعی در تهران و اصفهان در اعتراض به بی‌توجهی به اسیدپاشی‌ها صورت گرفت. در این گردهمایی، شماری از زنان و مردان اصفهانی حوالی ساعت ۱۰ صبح چهارشنبه ۳۰ام مهرماه با تجمع در مقابل دادگستری کل استان اصفهان، شعارهای «دادستان، دادستان جواب ما را بده» و «استاندار، استاندار جواب ما را بده» سر دادند و خواستار دستگیری و مجازاتِ عواملِ اسید پاشی شدند. تجمع تهران در مقابل مجلس شورای اسلامی و تجمع در اصفهان در مقابل دادگستری این شهر در خیابان نیکبخت انجام گرفت.
در اصفهان با شروع تجمع، ورودی خیابان نیکبخت که دادگستری استان اصفهان در آن قرار دارد بر روی خودروها بسته شد و با وجود حضور مأموران، تجمع کنندگان در این خیابان دررفت‌وآمد بودند. برخی از تجمع کنندگان که تعداد آنان نزدیک به یک هزار نفر تخمین زده می‌شد، با دوربین تلفن‌های همراه خود اقدام به تهیه عکس و فیلم از این تجمع کردند. افرادی همچون نسرین ستوده، وکیل دادگستری، نرگس محمدی، روزنامه‌نگار و پیمان عارف از فعالان سیاسی، نیز در این تجمع شرکت داشتند.

#### شعارها و درخواست‌ها
تظاهرکنندگان شعارهایی چون «اسیدپاشی جنایت» و «ننگ ماست ننگ ماست، مجلس شورای ما» در تهران و «این سکوت، حمایت از داعش است»، «زاینده‌رود خشک شده، اسیدپاشی مد شده»، «ای کم‌تر از داعشی، اسید به ما می‌پاشی» در اصفهان سردادند.

#### دستگیریِ عکاس خبرگزاری ایسنا
آریا جعفری، عکاس خبرگزاری ایسنا در اصفهان که عکس‌های او از تجمع اعتراضی چهارشنبه علیه اسیدپاشی‌های اصفهان بخشی از پوشش خبری این خبرگزاری در این زمینه بود، بازداشت شد. در روزهای اخیر شماری از رسانه‌های محافظه‌کار در ایران از چگونگی انعکاس اسیدپاشی‌های اصفهان انتقاد کرده‌اند. همچنین ۱۲۹ روزنامه‌نگار ایرانی در نامه‌ای ضمن اعتراض به بازداشت آریا جعفری، عکاس خبرگزاری ایسنا در اصفهان، از مسئولان جمهوری اسلامی خواستند که حق قانونی رسانه‌ها را در اطلاع‌رسانی آزاد و دقیق، محترم بشمارند. آن‌ها تأکید کردند که «نتیجه تحمیل سکوت بر خبرنگاران و رسانه‌های هرچه باشد به سود مردم و جامعه نیست».
به گزارش هرانا به نقل از رادیو فردا؛ آریا جعفری روز اول آبان ماه و در پی انتشار عکس‌های تجمع اعتراضی مردم اصفهان علیه اسیدپاشی بازداشت شد.
در نامه ۱۲۹ روزنامه‌نگار ایرانی تصریح شده است: آیا «بازداشت خبرنگارانی که با تهیه خبر، گزارش و عکس رخدادها را به اطلاع مردم می‌رسانند، به معنای بازداشتن رسانه‌ها از اطلاع‌رسانی نیست؟»
نویسندگان این نامه پرسیده‌اند که «خبرنگاران خبرگزاری ایسنا به چه اتهامی بازداشت شده و در کار خبررسانی چه جرمی مرتکب شده‌اند؟»

### واکنش‌ها به این گردهمایی

#### واکنشِ حسن روحانی
این در حالی است که حسن روحانی در جمع مردم زنجان با اشاره به اسیدپاشی‌های اصفهان هشدار داد: مبادا روزی امر به معروف و نهی از منکر وسیله‌ای برای تفرقه و جدایی آحاد جامعه از یکدیگر باشد.

#### واکنشِ امام جمعه موقت اصفهان
امام جمعه موقت اصفهان حرکت‌های اعتراضی مردم این شهر علیه اسیدپاشی به زنان را تاکتیک نخ‌نمای دشمن خواند.

## بازتاب رسانه‌ای

### در رسانه‌های ایران

#### روزنامه ایران
روزنامه ایران ضمن انتشار گزارشی که در آن شاهدان عینی جزئیاتی از چگونگی اسیدپاشی به زنان در اصفهان را روایت کردند، از «وجود سرنخ یک گروه خاص» در دست نیروی انتظامی خبر داد و نوشت:
«با توجه به اینکه خانواده چهار زن قربانی گفته‌اند مأموران هیچ تحقیقی درخصوص خصومت شخصی آشنایان با آنان نداشته و حتی در برابر معرفی برخی از افراد مظنون از سوی خانواده‌ها تمایلی به آن نشان نمی‌دهند، مشخص است که مأموران به سرنخ‌هایی از یک گروه خاص رسیده‌اند و مطمئن هستند اسیدپاشی‌ها سریالی بودند و عاملان آن اتفاقی طعمه‌هایشان را شناسایی کرده‌اند.»
روزنامه ایران تأکید کرد که 
«چهره اسیدپاش‌های سریالی اصفهان از سوی دوربین‌های مداربسته یک صرافی ثبت شده و در اختیار تیم پلیس است.»

#### روزنامه فرهیختگان
روزنامه فرهیختگان، به گزارشی از عیادت خبرنگار این روزنامه از سهیلا جورکش یکی از قربانیان اسیدپاشی در اصفهان اختصاص داد و نوشت: 
«خانواده قربانیان اصفهانی مدعی شدند که اسیدپاش‌ها قبل از پاشیدن اسید گفته‌اند: ما با بدحجابان مقابله می‌کنیم.»

### در رسانه‌های خارجی
- سایت یاهو، روزنامه گاردین،[۶۰] سایت بلومبرگ،[۶۱] روزنامه هافینگتون پست،[۶۲] لس آنجلس تایمز،[۶۳] واشینگتن پست،[۶۴] سایت نیوزویک[۶۵] به انعکاس اخبار اسیدپاشی در ایران پرداخته‌اند.

## اقدام‌های پلیس
برخی از منابع، بخشی از لطمات وارد شده به افکار عمومی در این ماجرا را مربوط به ضعف نهادهای پلیسی و امنیتی می‌دانند و معتقدند، پلیس اصفهان ضعف رسانه‌ای از خود بروز داد و نتوانست به خوبی شایعات اطراف این موضوع را کنترل کند. علاوه بر این، کم‌کاری و کندی شان باعث گردید تا خبری از اعلام اسامی فرد یا افراد متهم نباشد و گفته شود تنها کسانی به عنوان مظنون دستگیر شده‌اند. و در ۲۸ مهر ۹۳ مرتضی میرباقری رئیس مرکز امور اجتماعی وزارت کشور ایران نیز از دستگیری ۴ مظنون اسیدپاشی در اصفهان خبر داد این در حالی است که چند ساعت پس از آن غلامحسین محسنی اژه‌ای، سخنگوی قوه قضاییه اعلام کرد که هنوز هیچ فردی در رابطه با اسیدپاشی دستگیر نشده است.
معاون امنیتی انتظامی وزیر کشور گفت «مظنون اصلی حادثه اسید پاشی دستگیر شده وتا پایان تحقیقات به زودی اعلام خواهد شد». حسین ذوالفقاری که به منظور بررسی اقدامات انجام شده پرونده اسید پاشی به اصفهان سفر کرده بود، گفت: «تاکنون تعدادی از مظنونان این حوادث دستگیر شده و تحت بازجویی قرار دارند.» وی بدون اعلام شمار دستگیرشدگان تأکید کرد: مجموعه بررسی‌های انجام شده تاکنون نشان می‌دهد که اسید پاشی روی زنان جوان اصفهانی سازمان یافته و گروهی نیست و از سوی یک فرد انجام شده است.
در حالی که عبدالله محمودزاده، مسئول دفتر جانشینی فرمانده کل قوا در نیروی انتظامی ۱ آبان از شناسایی عوامل اسیدپاشی در اصفهان خبر داد، غلامحسین اسماعیلی، رئیس کل دادگستری استان تهران می‌گوید تلاش‌های جدی برای شناسایی اسید پاشی در حال انجام است.

### انتشار تصویر جعلی از متهم
پس از گذشت یک‌ماه سرانجام نیروی انتظامی جمهوری اسلامی ایران تصویری را از طریق خبرگزاری مهر منتشر نمود که مدعی بود از طریق شناسایی متهم توسط آسیب‌دیدگان، تصویرنگاری شده است. در این تصویر سیاه و سفید، مردی دارای کت و کراوات نشان داده شده است که نوع پوشش وی احتمالاً برای نشان دادن انگیزه‌های غیرمذهبی انتخاب شده است. پس از گذشت چند ساعت، برخی از خبرگزاری‌ها از تعلق داشتن تصویر به علی جلالی، یکی از اعضای انجمن استاندارد ایران، پرده برداشتند.